# Regocijo

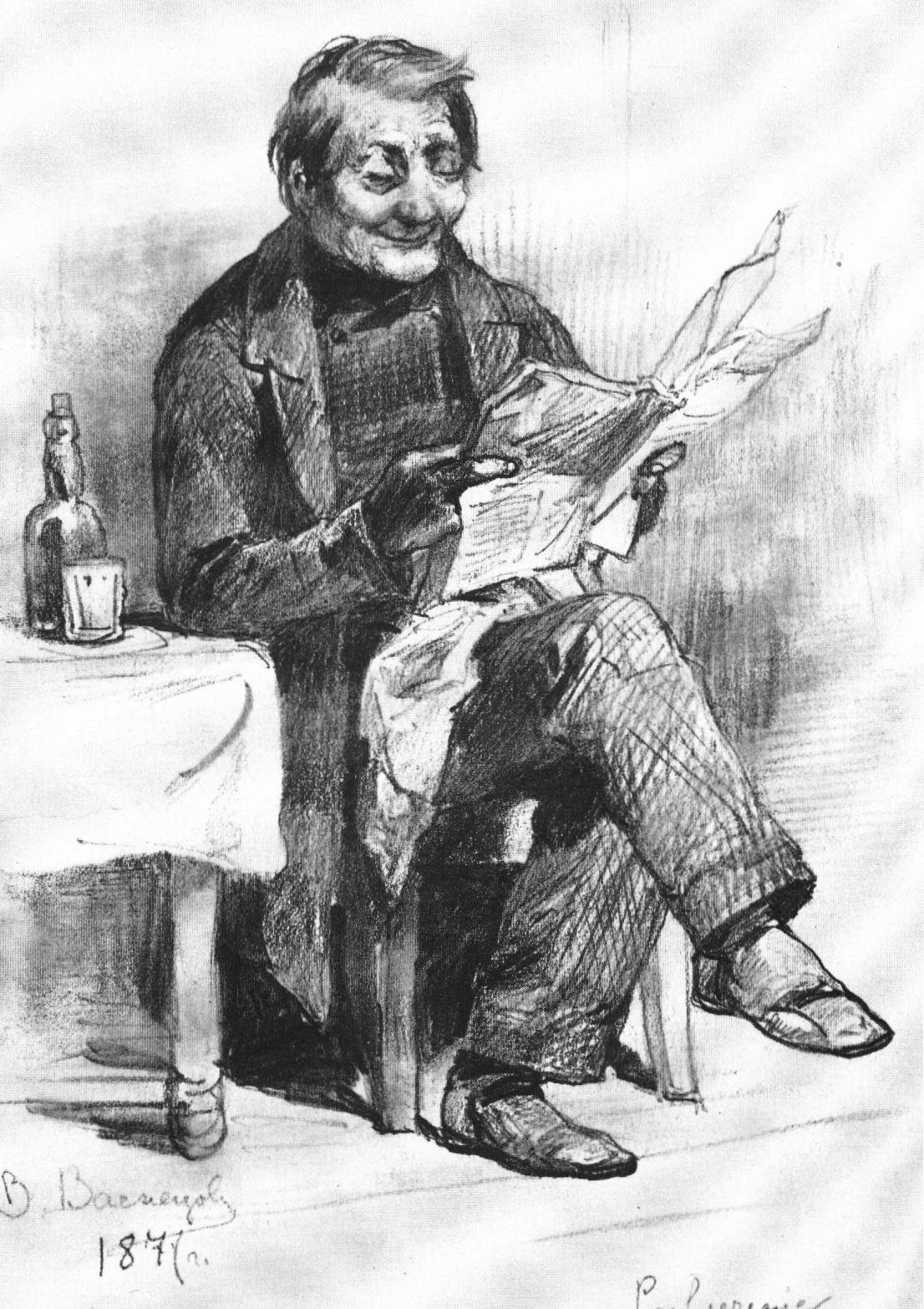
Regocijo, Viktor Vasnetsov.

El regocijo es el estado de experimentar eventos o situaciones de humor y entretenimiento. Está asociado con el goce, la felicidad, la risa y el placer.
Los estudios actuales no han alcanzado todavía un consenso sobre el objetivo exacto del regocijo, aunque las teorías han avanzado en los campos de la psicología, la psiquiatría y la sociología. Además, el mecanismo exacto que causa un determinado elemento (imagen, sonido, comportamiento, etc) a ser percibidos como más o menos "regocijante" que otro, un elemento similar a un individuo en particular no se entiende claramente.
- Questionable Amusements and Worthy Substitutes by J. M. Judy

- Datos: Q2844542
- Multimedia: Amusement / Q2844542
- Citas célebres: Regocijo